# Дза (гильдии)
Дза (яп. 座, ざ, «сидение», «место заседаний») — японские средневековые самоуправляемые корпорации, существовавшие с периода Хэйан до периода Мэйдзи. Среди них выделяют несколько видов: торгово-ремесленные и транспортные дза (аналоги европейских средневековых цехов), художественные и театральные дза (прихрамовые труппы), крестьянские дза (сельские советы) и монетные дза (монетные дворы).

## Торгово-ремесленные и транспортные дза

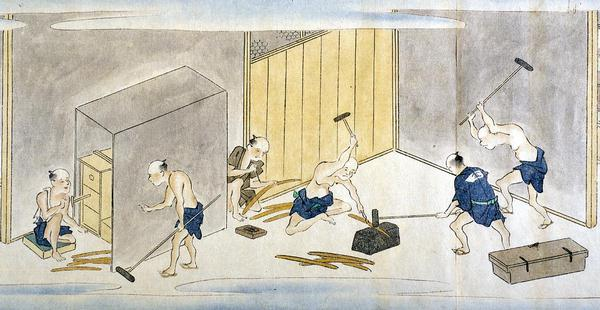
Изготовление монет в монетном цеху Кин-дза

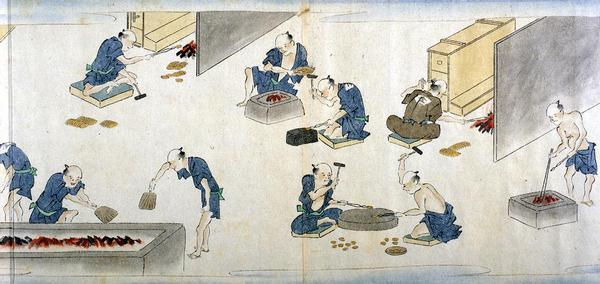
Изготовление монет в монетном цеху Кин-дза

Дза формировались из японских торговцев, ремесленников и перевозчиков, которые объединялись в союзы по профессиональному признаку для увеличения прибыли от своего рода деятельности. Такие объединения, чтобы получить божественную или светскую протекцию своим действиям, признавали своими покровителями императорский двор, аристократов, буддийские храмы, синтоистские святилища или сёгунат. В обмен на исполнение членами дза фиксированных повинностей или уплаты определённой части прибыли в пользу покровителя, последний давал дза монопольное право на производство, коммерческие операции и перевозку в пределах определённой территории, которая была подконтрольна ему, а также привилегию на сбор портовых платежей и дорожных пошлин в ней. Несмотря на формальную зависимость от своего покровителя, дза имели широкую внутреннюю автономию и разветвлённую систему рангов и должностей.
Одним из древнейших примеров дза является Ясэ-дза, созданный в 1092 году под покровительством храма Сёрэнъин в Киото, и Кадзи-дза (кузнечный цех), созданный в 1118 году под покровительством храма Тодайдзи в Наре.
С XIII века, в связи с углублением разделения труда и развитием товарооборота, дза начали организовываться по всей Японии. Хотя процесс оформления профессиональных корпораций принял общегосударственный масштаб, на протяжении следующих пяти веков наибольшее количество дза концентрировалось в столичном регионе Кинай. Причиной этого было то, что император и аристократы, которые выступали покровителями корпораций, жили преимущественно в японской столице Киото, центры основных буддийских школ также были собраны именно здесь.
Среди торгово-ремесленных объединений, которые охранялись центральной властью, а именно монаршим домом, и имели свои главные ячейки рядом с Киото, были Компай-дза (цех красильщиков индиго), Сюкуси-дза (бумажный цех), Отонэри-дза (ткацкий цех), Каётё-дза (цех носильщиков паланкинов), Хитарэ-дза (костюмный цех). В Исе находилась особенная корпорация — Суйгин-дза (ртутный цех), а под наблюдением императорского казначея пребывало отдельное объединение литейщиков в провинции Кавати.
Среди дза, которые патронировались аристократами, известны Хакуя-дза (цех позолоты) рода Коноэ, Сио-авасэмоно-дза (рыбный цех) рода Саёндзи, Аосо-дза (прядильный цех) рода Сандзёниси. Большинство таких корпораций располагались в районе Тэннодзи, провинциях Оми и Этиго.
Немало профессиональных объединений работали под покровительством синтоистских святилищ. Среди них самыми крупными были Абура-дза (масляный цех) Ивасимидзу Хатимангу в городе Оямадзаки, Сакэкодзи-дза (цех саке) священнослужителей Китано дзиндзя в западном Киото, корпорации Вата-дза (хлопковый цех), Нэригину-дза (шёлковый цех) и Дзайки-дза (деревообрабатывающий цех) Гион дзиндзя, Сомэн-дза (цех лапши) и Карагаса-дза (цех китайских головных уборов) Касуга Тайся в Наре и Сио-дза (солеварный цех) Хиёси дзиндзя в городе Оми-Хатиман.
Буддийские храмы и монастыри также покровительствовали группам дза. Монастырь Энряку-дзи из Сакамото был формальным патроном Оби-дза (цеха поясов), Гофуку-дза (цеха кимоно) и Ками-дза (бумажного цеха). Монастырь Кофуку-дзи из Нары покровительствовал Абура-дза (масляному цеху), Сио-дза (солеварному цеху), Доки-дза (гончарному цеху), Мокумэн-дза (хлопковому цеху) и Итаконго-дза (обувному цеху). Монастырь Ситэнно-дзи из Кавати был над Мусиро-дза (цехом соломенных подстилок) и Ками-дза (бумажным цехом).
Объединение кузнецов-мечников Татия-дза, находившееся в Киото, было под контролем сёгуната.
Существовали редкие случаи, когда ремесленные корпорации объединялись под эгидой сельских храмов, как Кодзи-дза (цех саке) в провинции Идзуми в селении Куротори.
В XVI веке, в период междоусобиц, торгово-ремесленные и транспортные профессиональные объединения дза постепенно ликвидировались провинциальными правителями даймё, которые с целью увеличения своей экономической мощи способствовали свободной торговле в форме свободных и ежедневных ярмарок ракуити и свободных цехов ракудза. В результате к началу периода Эдо (1603—1867) смогло уцелеть только небольшое количество крупных дза. Большинство из них переоформились в так называемые акционерные общества кабунакама, которые монопольно управляли экономикой страны до средины XIX века. Крупнейшие из них превратились в монопольные синдикаты Японской империи — дзайбацу и кэйрэцу XIX—XX веков.

## Художественные и театральные дза

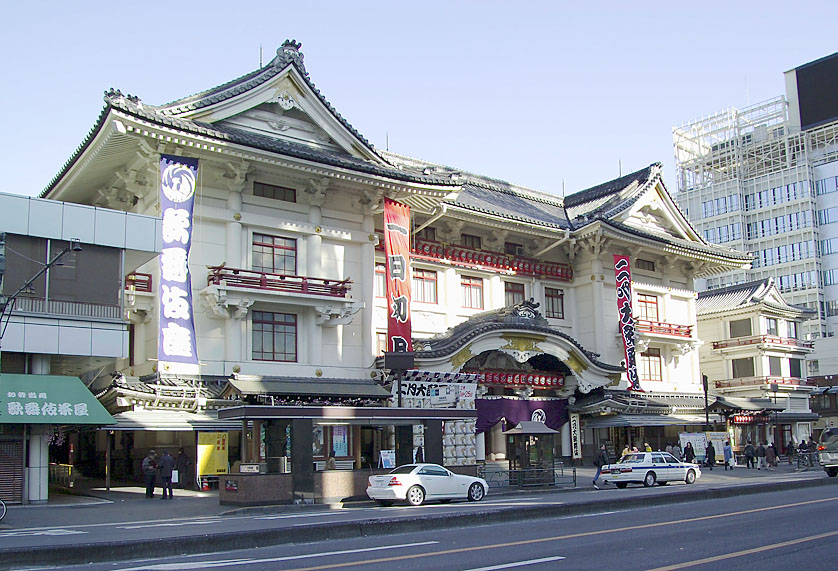
Здание современного театра кабуки в Токио носит средневековое название кабуки-дза

В XIII—XIV веках музыканты, танцоры и певцы, которые выступали во время праздников и молебнов в крупных буддийских монастырях и синтоистских святилищах, также образовывали свои профессиональные объединения, называвшиеся дза. Такие объединения чаще всего пребывали под покровительством крупных монастырей и святилищ и получали от них монопольное право на проведение художественных и музыкальных мероприятий на территориях, которые определялись покровителем.
Особенно были известны 4 художественные корпорации, которые находились под патронатом Касуга дзиндзя — это Тоби-дза (позднее Хосё-дза), Юдзаки-дза (позднее Кандзэ-дза), Сакато-дза (позднее Конго-дза) и Эмман-дза (позднее Компару-дза). Кроме них были известны также объединения музыкантов под патронатом монастыря Ситэнно-дзи и корпорация исполнителей танцев льва под покровительством святилища Гион дзиндзя. Также по всей Японии существовали разнообразные дза музыкантов и танцоров, которые одновременно занимались проповедованием и гаданием. Такие дза подчинялись столичному аристократическому Цутимикадо.
Начиная с конца XVI века большинство вышеупомянутых дза превратились в театральные труппы, дав начало школам японского театра но, а с XVII века — кабуки. Самые известные из них существуют по сей день под патронатом японского правительства, сохраняя свою средневековую иерархию и традиции исполнения театральных произведений.

## Сельские дза
Со средины XIII века японские крестьяне создали свою форму самоуправления, которая называлась со — «союз». Она объединяла одно или несколько сёл района. Центром такого союза выступало районное синтоистское святилище или буддийский храм. Организацией праздников при этих учреждениях заведовала независимая сельская корпорация или совет — сон-дза (сельская дза), которая одновременно была главным руководящим органом вышеупомянутого сельского «союза» со.
Членами сельских дза были только мужчины из богатейших слоёв села. В зависимости от региона, они составляли единую корпорацию, где все имели равные права, или подразделялись на три возрастных группы — хон-дза (основная дза), син-дза (новая дза) и маго-дза (дза внуков). По принципу старшинства в сельской дза выбирали главу — дзато, который на протяжении года отвечал за организацию и проведение мероприятий «союза», а также заведовал её хозяйством. В качестве советников ему помогали сельские старшие жители отона и старейшины тосиёри. Сельская молодёжь вакасю имела право проверять деятельность дза, несла ответственность за охрану «союза» и следила за порядком во время праздников.
Сельская дза распоряжалась совместным имуществом сельского «союза», его водами и лесами, устанавливала правила и нормы поведения сёлах в виде законов окитэ, а также организовывала суды над нарушителями этих правил и норм и исполняла вынесенные приговоры. Все решения дза принимались коллегиально, на советах большинством голосов.
Начиная с XVII века средневековые самоуправляемые «союзы» со начали ликвидироваться силами сёгуната, который стремился полностью подчинить себе сёла. Это привело к выделению составляющих «союза» — малых сёл комура и «ограждений» гакиути — в отдельные самодостаточные сельские общины. Вместе с этим происходила трансформация сельских дза, право членства в которых получило всё мужское население поселения, независимо от достатка. Подобные перемены привели к постепенной формализации института сельских дза и их превращению в общесельские советы.

## Другие дза
В период Эдо (1603—1867) большинство средневековых торгово-ремесленных дза были распущены или трансформировались в корпорации нового типа — кабунакама. Сёгунат сохранил название дза только за учреждениями, которые занимались изготовлением золотых и серебряных монет (Кин-дза и Гин-дза), весов (Хакари-дза), мер (Масу-дза), а также продавцами-монополистами риса (Комэ-дза). Такие дза пребывали под непосредственным контролем самурайского правительства.
В конце XIX века некоторые из них трансформировались в современные институты: Кин-дза была превращена в Монетный двор, а Хакари-дза — в Ведомство стандартов Японии.